# Вовчок пониклий
Вовчок пониклий (Orobanche cernua) — вид рослин з родини вовчкових (Orobanchaceae), поширений у Африці, Європі й Азії.

## Опис
Однорічна дворічна або багаторічна рослина 10–40 см заввишки, злегка залозиста або майже гола. Стебло струнке червонувате негіллясте. Листки дельта-яйцюваті або яйцювато-ланцетні, 1–1,5 см × 5–7 мм. Суцвіття кінцево округлі, від дещо розлогих до дуже густих. Квітки 12–15 мм, прямовисні; віночок блакитний. Приквітки коротші, ніж квіти. Коробочки яйцювато-еліпсоїдальні.

## Поширення
Поширений на півночі й сході Африки, на півдні Європи й у Великій Британії, в Азії на схід до західного Китаю.